# Rhododendron tsinghaiense
Rhododendron tsinghaiense es una especie de planta de flores perteneciente a la familia Ericaceae. Es una de las 50 hierbas fundamentales usadas en la medicina tradicional china con el nombre chino de Qīnghǎi dùjuān (青海杜鹃).